# Solveig Saving

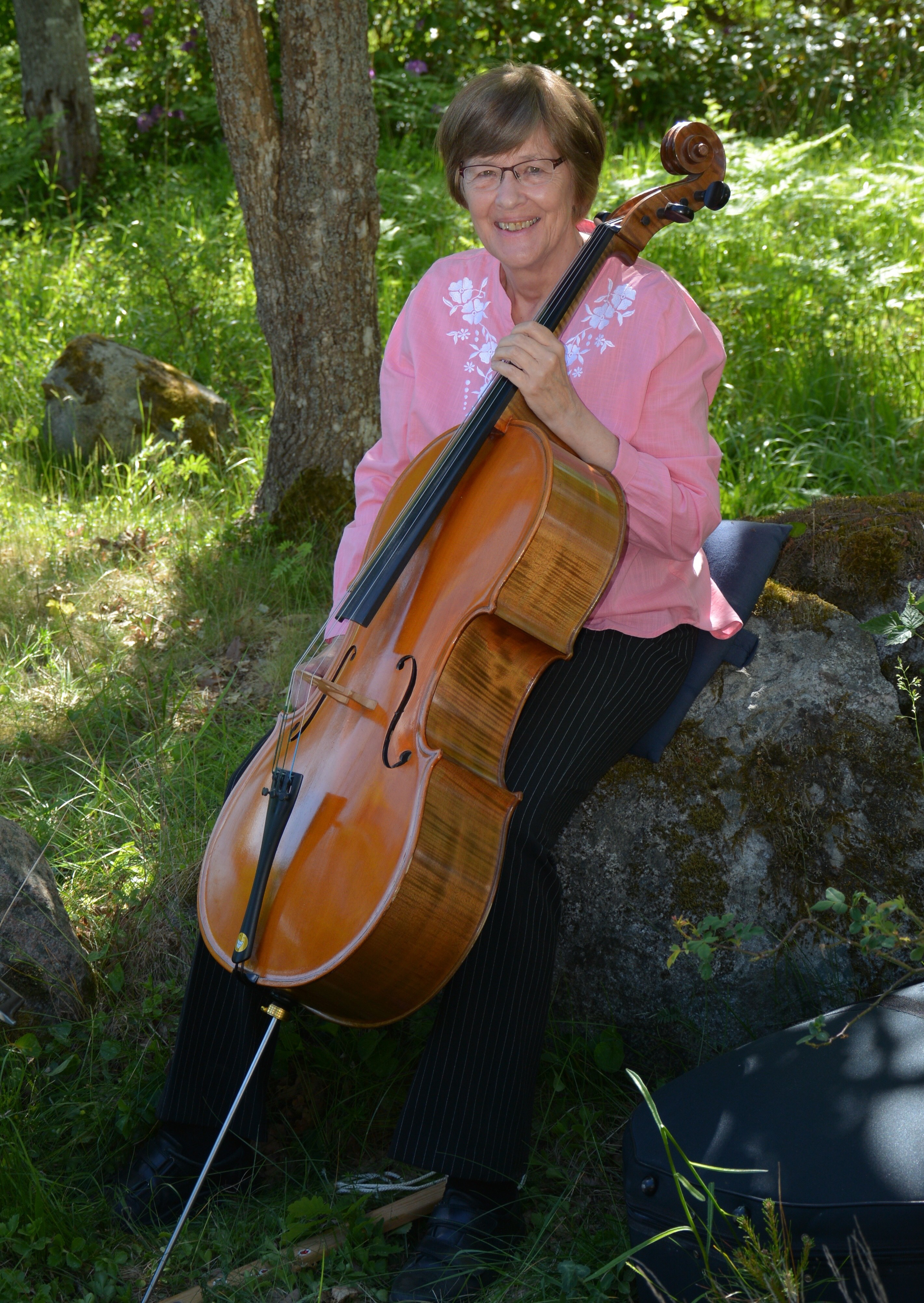
Solveig "Solan" Saving

Solveig "Solan" Saving, född 1939, är en svensk cellopedagog.

## Biografi
Efter att ha avlagt cellopedagogisk examen och solistdiplom vid Musikhögskolan i Stockholm arbetade Solveig Saving i Kungliga Hovkapellet mellan åren 1962 och 1968. Hon inledde därefter en lång karriär som cellopedagog, verksam vid Nacka-, Värmdö- och Stockholms musikskolor, Kommunala musikinstitutet i Stockholm, Stockholms musikpedagogiska institut och Musikhögskolan i Göteborg, och hon har hållit föreläsningar och lett studiedagar i Sverige och Norge. Mellan 1986 och 2001 var hon spelande cellocoach i Stockholms ungdomssymfoniorkester, i orkesterns abonnemangsserie i Stockholms konserthus och vid utlandsturnéer i bl.a. Egypten, Kina, Tyskland och Ungern, och mellan 1996 och 2006 var hon lärare vid Lilla Akademien i Stockholm.
Bland tidigare elever märks bland andra Jakob Koranyi.

## Publikationer
- Jag ska bli cellist, del 1-3. (Celloskola)[4]

## Utmärkelser
1962 tilldelades hon Musikhögskolans i Stockholm Belöningsjeton och 2000 emottog hon Kungliga Musikaliska Akademiens pedagogpris.